# Sphinctogonia brooksi
Sphinctogonia brooksi är en insektsart som beskrevs av Young 1986. Sphinctogonia brooksi ingår i släktet Sphinctogonia och familjen dvärgstritar. Inga underarter finns listade i Catalogue of Life.